# Villard-de-Lans
Villard-de-Lans je zimsko-športno središče, naselje in občina v vzhodnem francoskem departmaju Isère regije Rona-Alpe. Leta 2009 je naselje imelo 4.031 prebivalcev.

## Geografija
Kraj leži v pokrajini Daufineji znotraj naravnega regijskega parka Vercors ob reki Bourne, 35 km jugozahodno od Grenobla.

## Uprava
Villard-de-Lans je sedež istoimenskega kantona, v katerega so poleg njegove vključene še občine Autrans, Corrençon-en-Vercors, Engins, Lans-en-Vercors, Méaudre in Saint-Nizier-du-Moucherotte z 11.329 prebivalci.
Kanton Villard-de-Lans je sestavni del okrožja Grenoble.

## Zanimivosti
- cerkev sv. Boneta,
- Marijina kapela, Valchevrière, edina prizanešena zgradba nekdanje vasi, sedeža francoskega upora med drugo svetovno vojno, pogorele po nemški ofenzivi julija 1944. Ruševine so bile po vojni odstranjene, na nnjenih tleh pa urejen spominski park,
- soteska reke Bourne.

## Šport
- Villard-de-Lans je v času Zimskih olimpijskih iger 1968 gostil tekmovanja v sankanju.

## Pobratena mesta
- Mikołajki (Varminsko-Mazursko vojvodstvo, Poljska);